# Vigesimoséptima Enmienda a la Constitución de los Estados Unidos

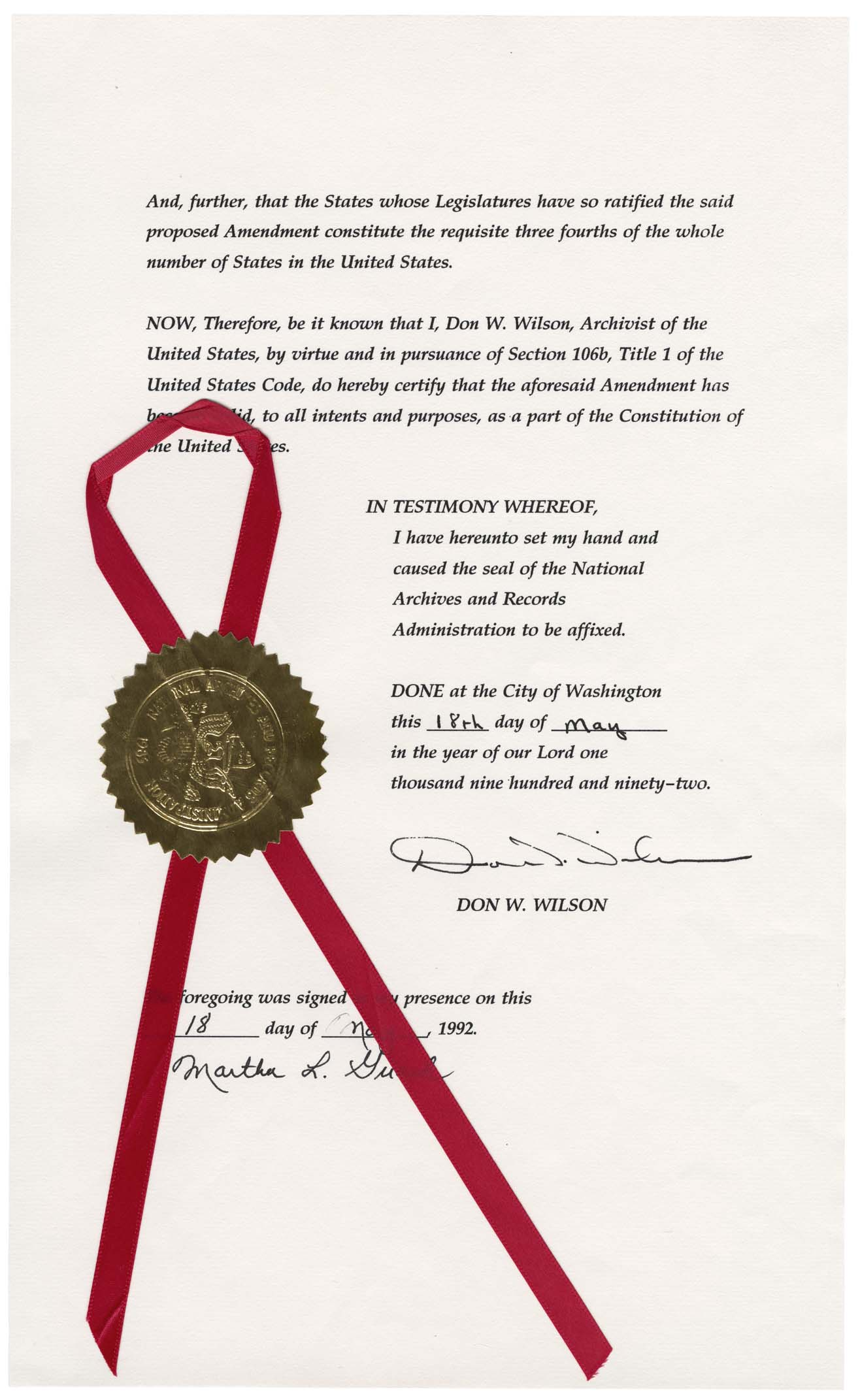
Certificado de la Vigesimoséptima Enmienda a la Constitución de los Estados Unidos.

La Vigesimoséptima Enmienda a la Constitución de los Estados Unidos (Enmienda XXVII) prohíbe que ninguna ley aumente o disminuya el salario de los miembros del Congreso de los Estados Unidos y pueda tomar efecto antes que se realice una elección de Representantes. Es la más reciente de las enmiendas a la constitución. Fue ratificada en 1992, 202 años después de haberse iniciado el proceso en 1789.
Fue olvidada por muchos años, hasta cuando en 1982, Gregory Watson, un estudiante de 19 años, escribió un ensayo diciendo que ahora ya era posible ratificar la enmienda. Recibió una mala calificación por parte de un asistente de enseñanza, motivándolo a empezar una campaña para completar la ratificación.

## Texto
| No law, varying the compensation for the services of the Senators and Representatives, shall take effect, until an election of Representatives shall have intervened. | Ninguna ley que varíe la remuneración de los servicios de los senadores y representantes tendrá efecto previo a que se haya realizado una elección de representantes. |